# Jewhen Mieszkowski
Jewhen Mieszkowski lub Myszkowski (ukr. Євген Васильович Мєшковський, niekiedy stosowano pisownię Мишковський, ur. 1 lutego?/13 lutego 1882 w Kijowie, zm. 9 lipca 1920 w Tarnopolu) – ukraiński generał, szef sztabu Ukraińskiej Armii Halickiej od 10 grudnia 1918 do 12 lutego 1919.

## Życiorys
Pochodził z kozackiej rodziny z Połtawszczyzny. Razem z Symonem Petlurą uczył się w seminarium duchownym w Połtawie, następnie ukończył z wyróżnieniem szkołę oficerską w Petersburgu, a potem Nikołajewską Akademię Sztabu Generalnego. Po ukończeniu uzyskał stopień sztabskapitana, został również odznaczony orderem św. Stanisława III klasy.
Po wybuchu I wojny światowej, w listopadzie 1914 został za swoją dywizją skierowany na Ukrainę, do 8 armii gen. Brusiłowa. W 1916 został odwołany do Petersburga, we wrześniu 1917 w randze pułkownika został skierowany przez rząd Kiereńskiego na Wołyń.
W styczniu 1918, po ogłoszeniu IV Uniwersału Ukraińskiej Centralnej Rady, skierował swoją dywizję do Kijowa, i tam ją rozformował. Na prośbę Dmytra Wytowskiego skierowano go do ZURL, jako szefa sztabu UHA.
Na początku grudnia 1919 zachorował na tyfus i został wysłany wraz z innymi ciężko chorymi (m.in. Wasylem Tjutjunnykiem i Andrijem Melnykiem) do Równego, gdzie zostali wzięci do niewoli przez wojska polskie.
Po podpisaniu umowy warszawskiej został wysłany w lutym 1920 przez Petlurę do Warszawy, w celu organizacji sztabu generalnego nowej armii URL. Otrzymał stanowisko generalnego kwatermistrza armii URL. Na początku lipca 1920 sztab generalny znajdował się w Płoskirowie. 5 lipca bolszewicka konnica Budionnego (8 Dywizja Kawalerii Czerwonego Kozactwa) przerwała front i zaatakowała 6 lipca miejsce postoju sztabu pod Czarnym Ostrowem. Mieszkowski organizował obronę pociągu sztabowego, sam biorąc w niej udział, i odniósł rany. Został wysłany drezyną do szpitala, jednak podróż trwała 3 dni, i nie udało się już go uratować. Został pochowany 9 lipca na cmentarzu Mikulinieckim w Tarnopolu.